# Hans Baldung
Hans Baldung, também conhecido como Hans Baldung Grien, (Schwäbisch Gmünd, 1484 ou 1485 — Estrasburgo, setembro de 1545) foi um famoso pintor alemão do Renascimento.
Viveu na sua cidade natal até 1502, quando se mudou para Nuremberga, onde trabalhou no ateliê de Albrecht Dürer, tendo permanecido aí cinco anos, o que muito o influenciou nas suas obras.
Em 1509 mudou-se, novamente, para Estrasburgo, onde entra em contacto com os círculos intelectuais de Martinho Lutero. Porém, entre 1512 e 1517, passou a residir em Friburgo, trabalhando na sua obra-prima, o altar da catedral.
Apesar de realizar uma boa produção religiosa, a sua temática favorita era macabra, sendo a morte e o erotismo contantes em toda a sua obra. Na actualidade, algumas das suas obras estão expostas no Museu do Prado em Madrid.

## Galeria

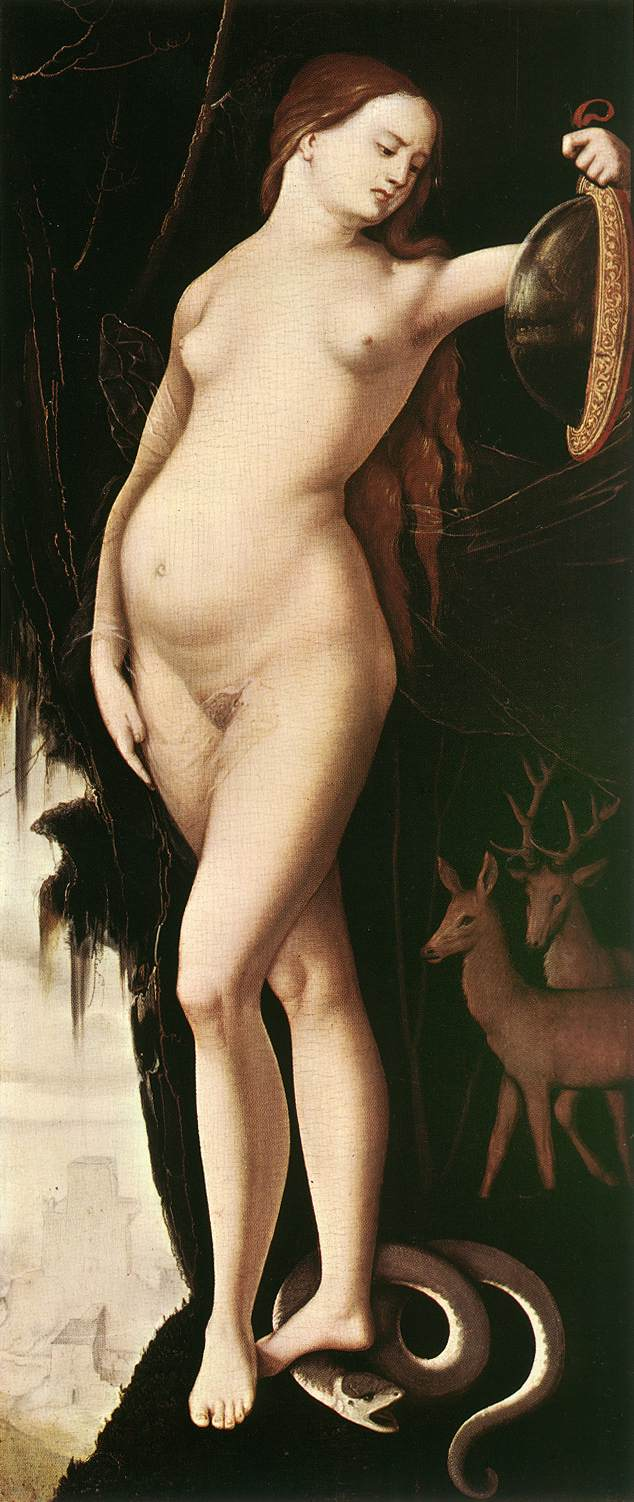
Prudência
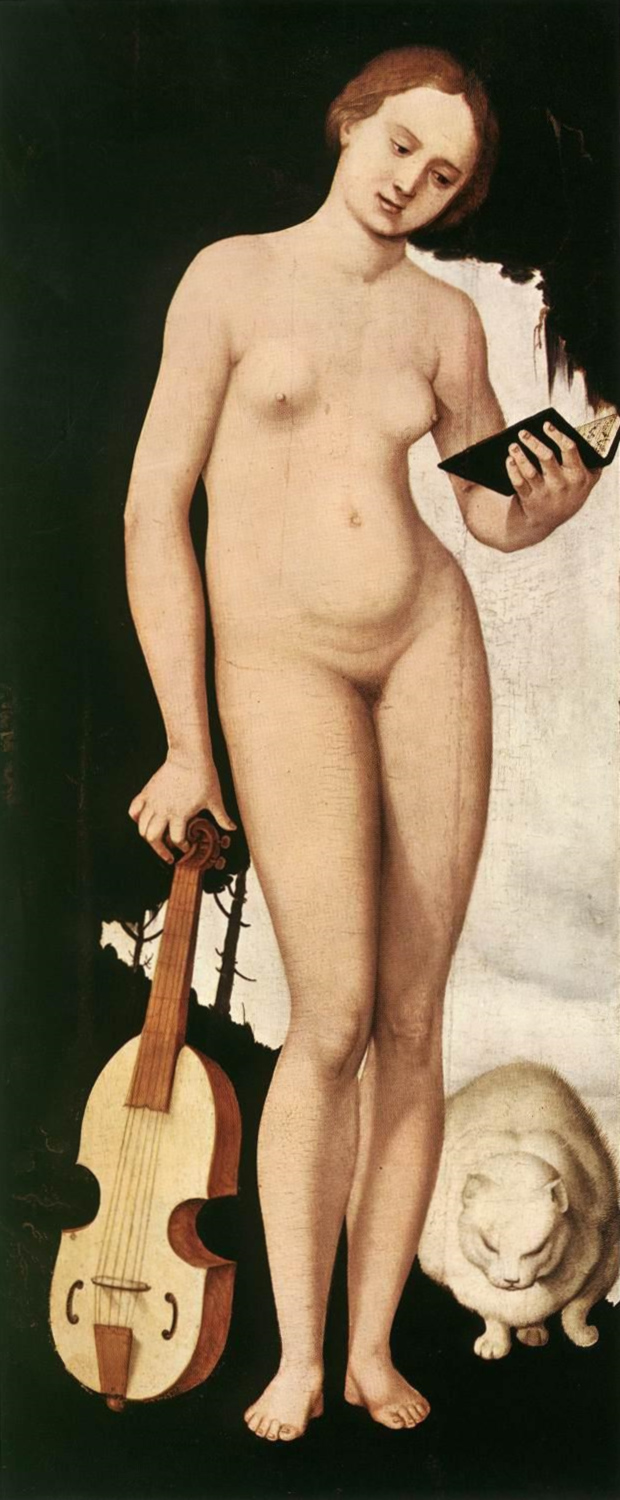
Música

## Ver Também
- História da Pintura
- Pintura do Renascimento
- Pintura da Alemanha